# 皇帝城堡
皇帝城堡（義大利語：Castello dell'Imperatore）位于意大利托斯卡纳大区普拉托，由神圣罗马帝国皇帝和西西里岛国王腓特烈二世建于1237-1247 年，有锯齿状墙壁和塔楼，其中两座塔楼仍然存在。
腓特烈二世去世后，尚未完工的建筑停工。现在这座城堡向公众开放，可登上城墙鸟瞰城市。 

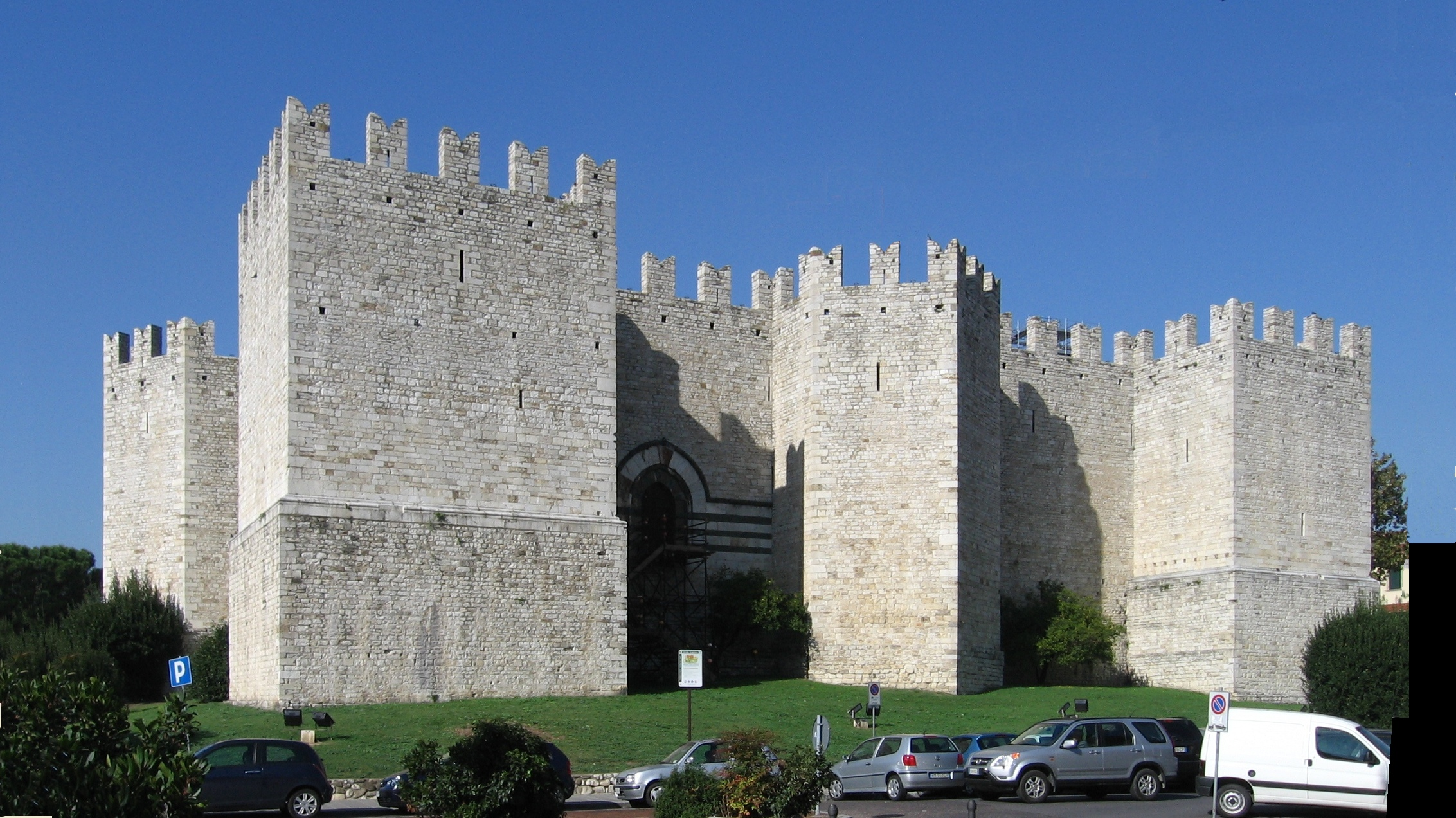
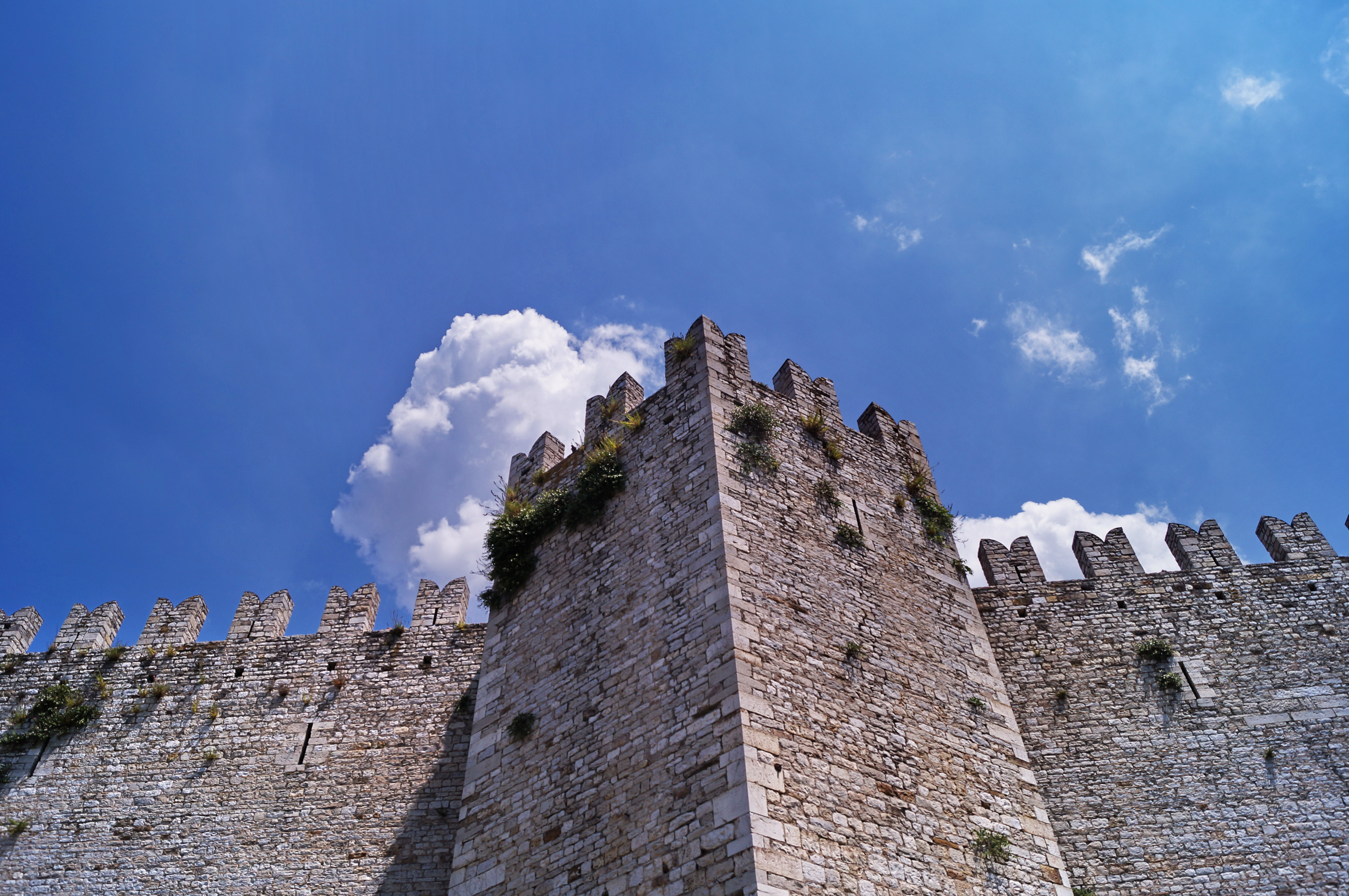
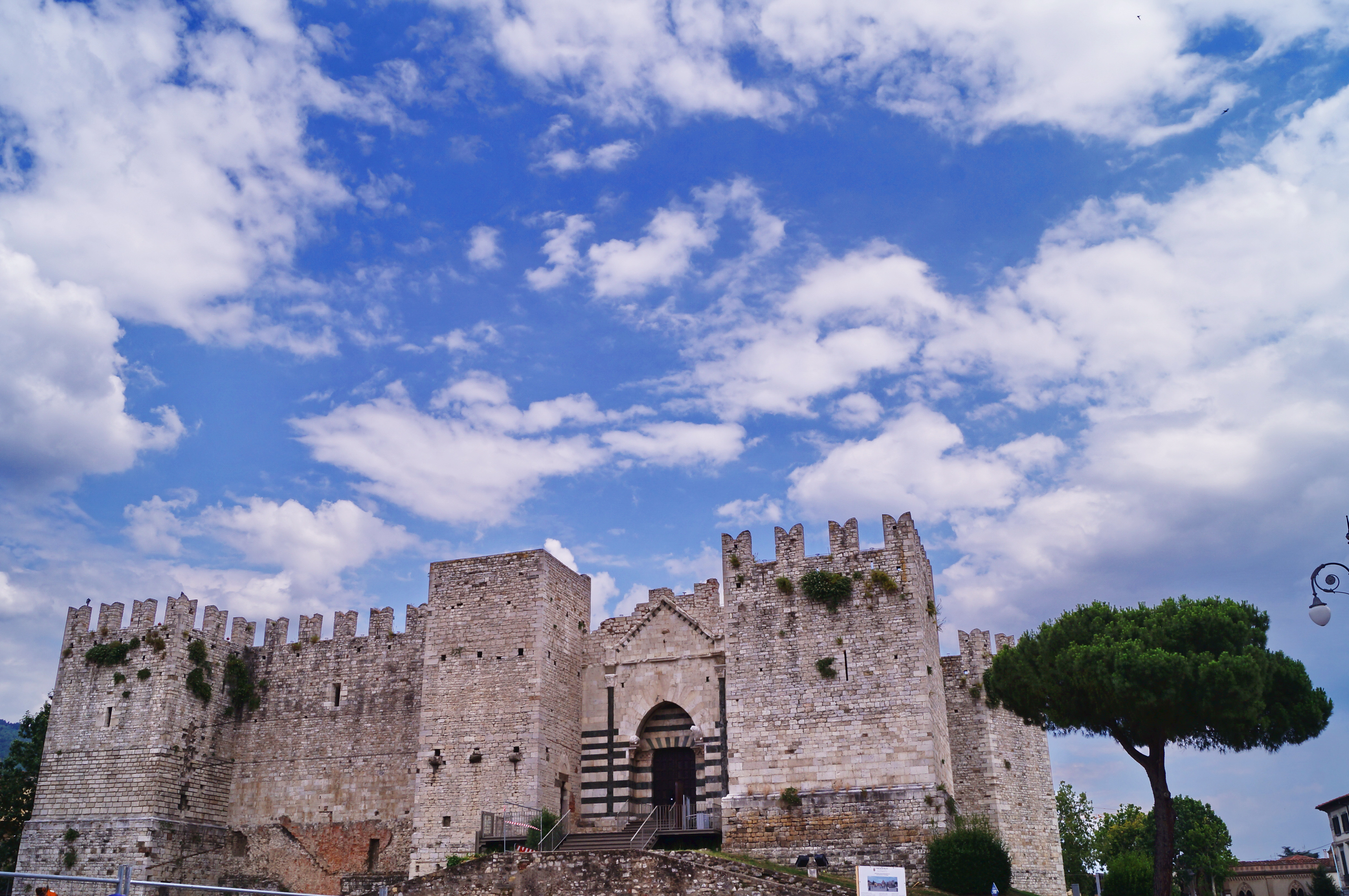
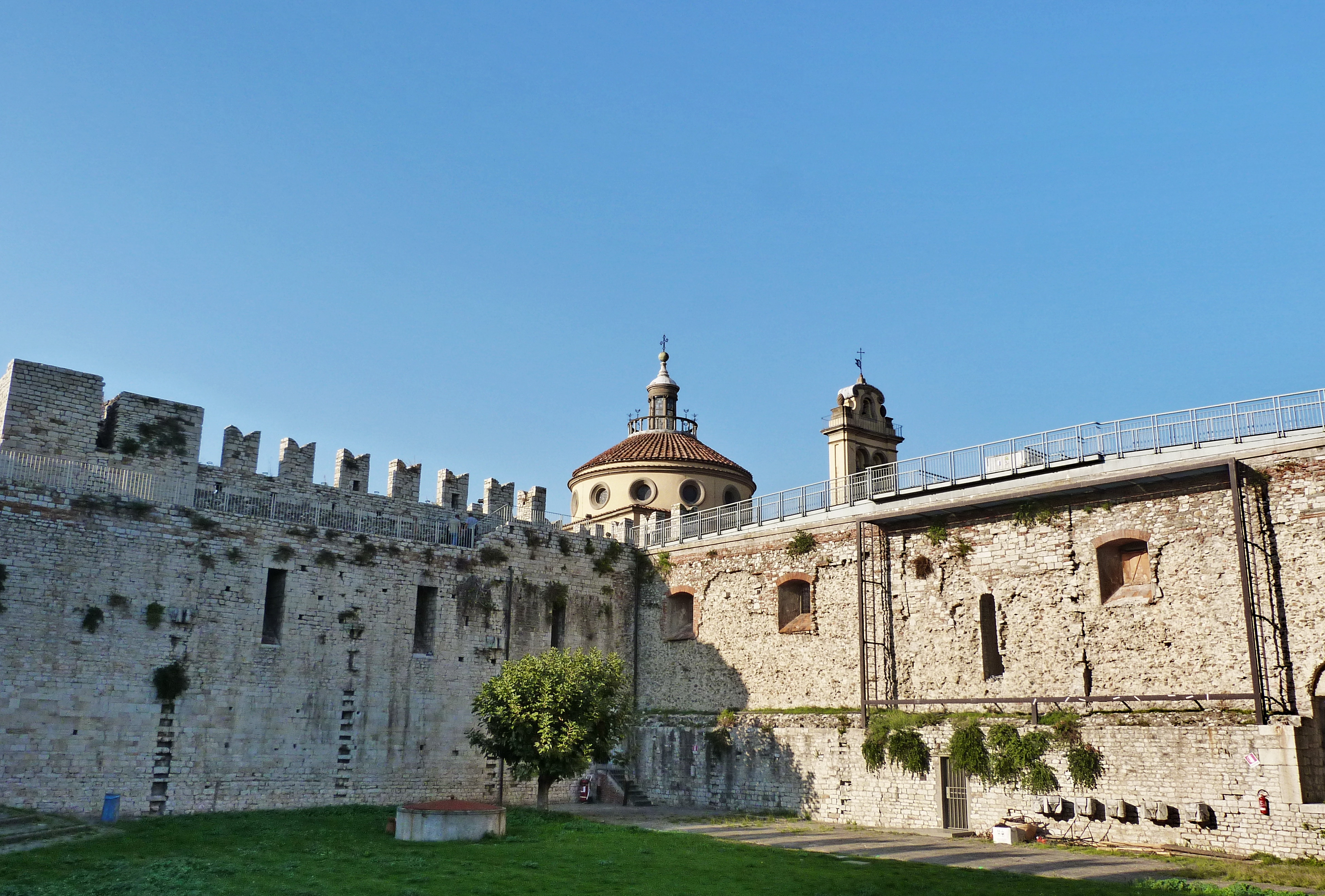
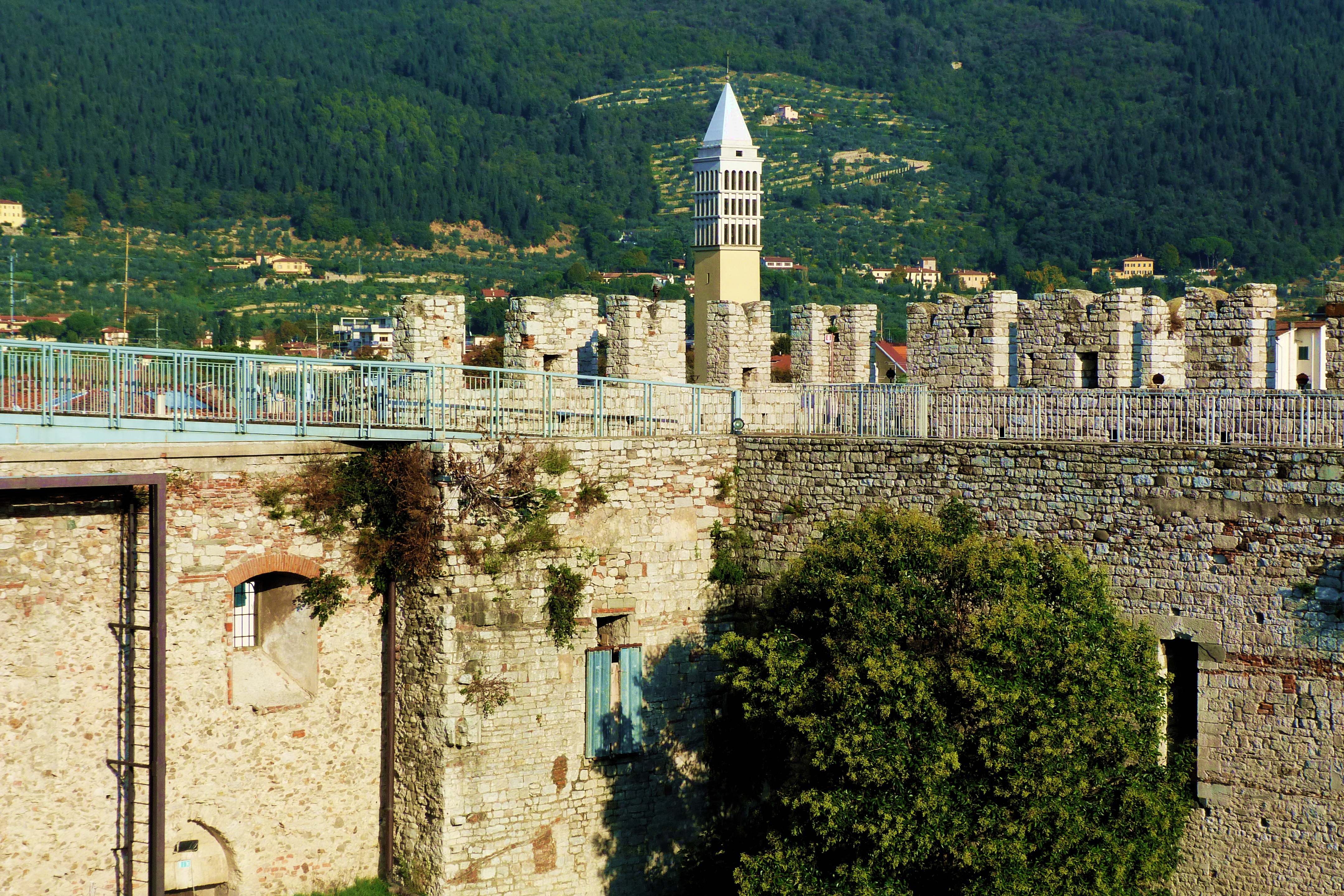
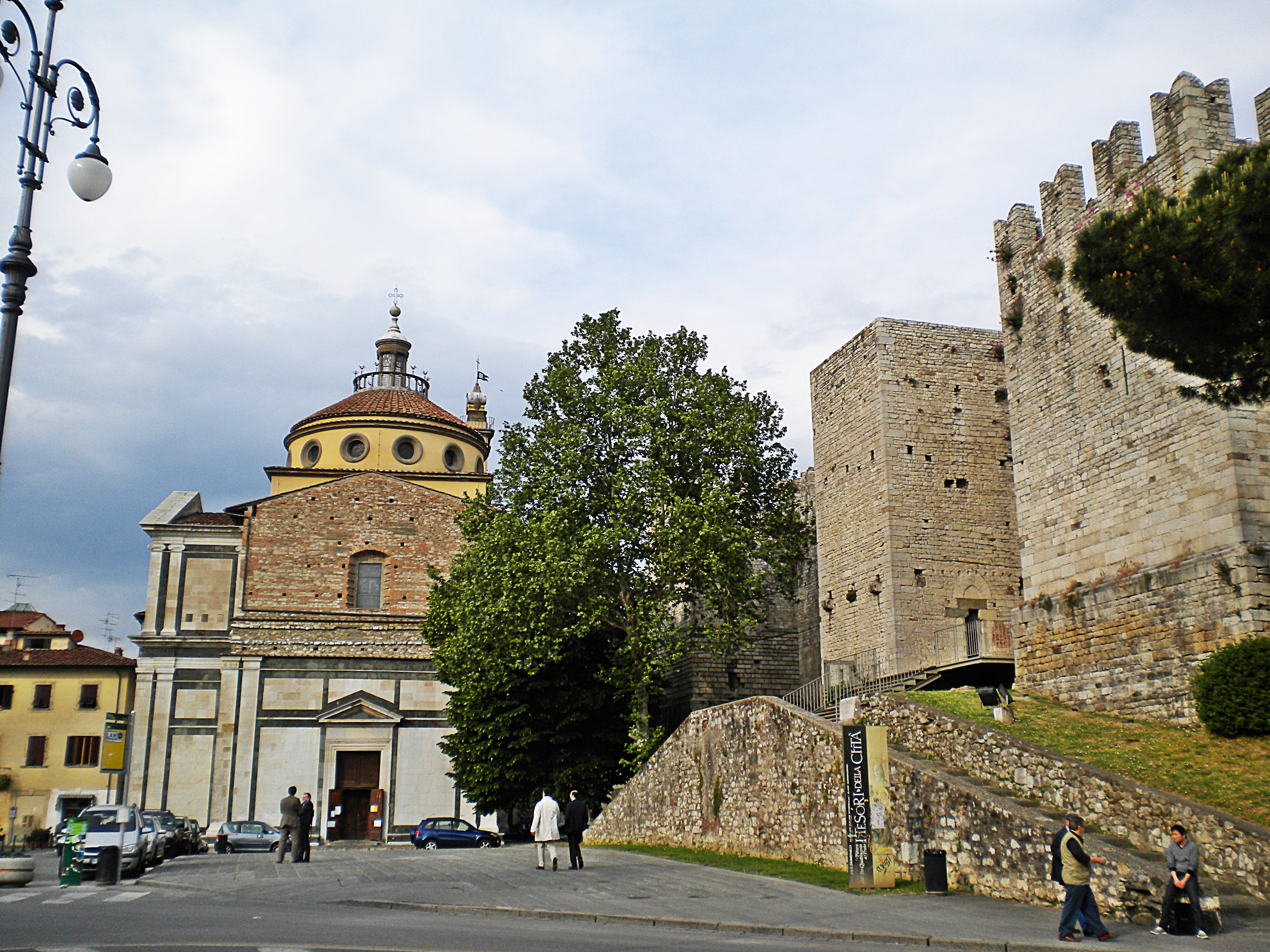
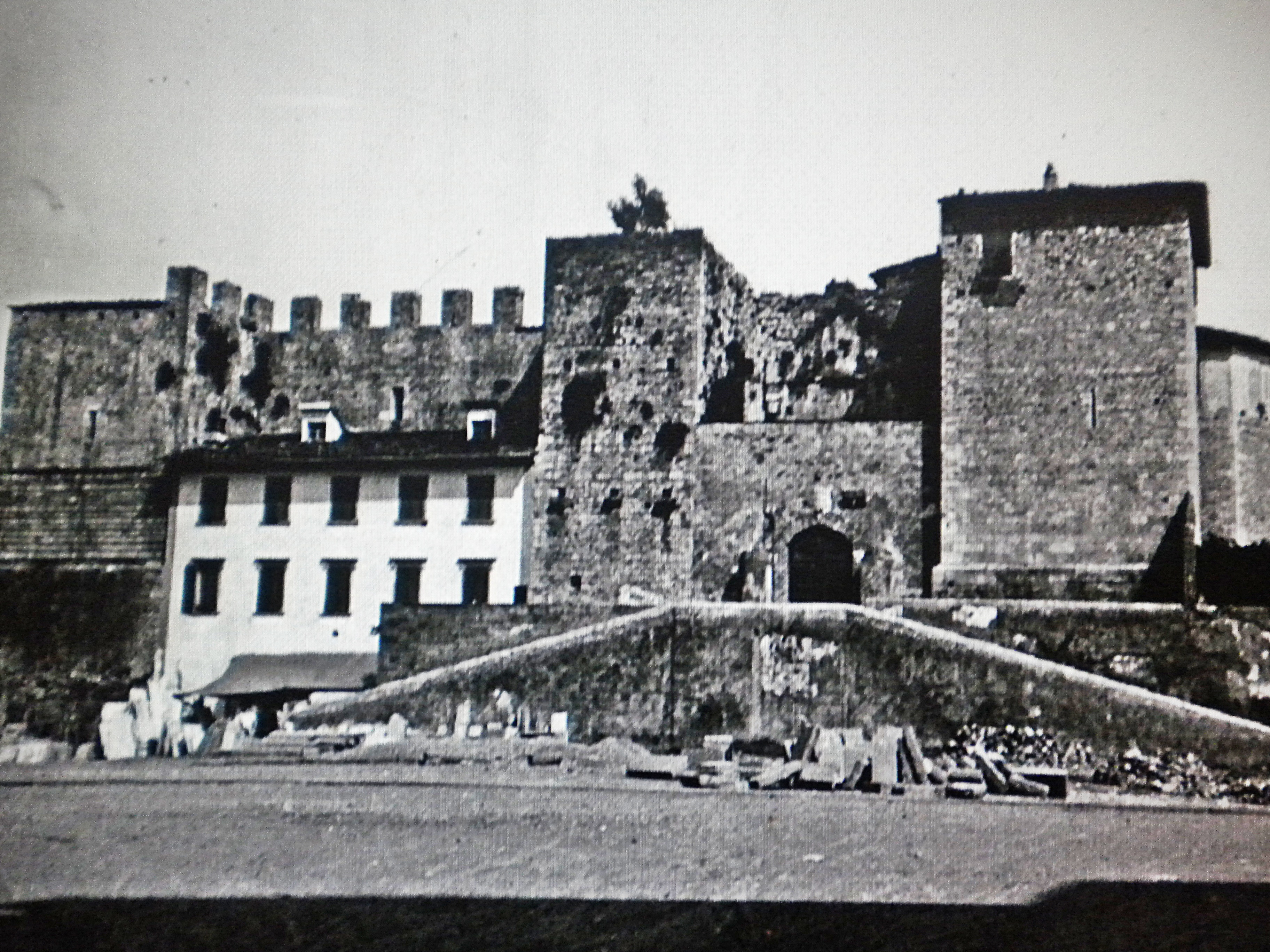
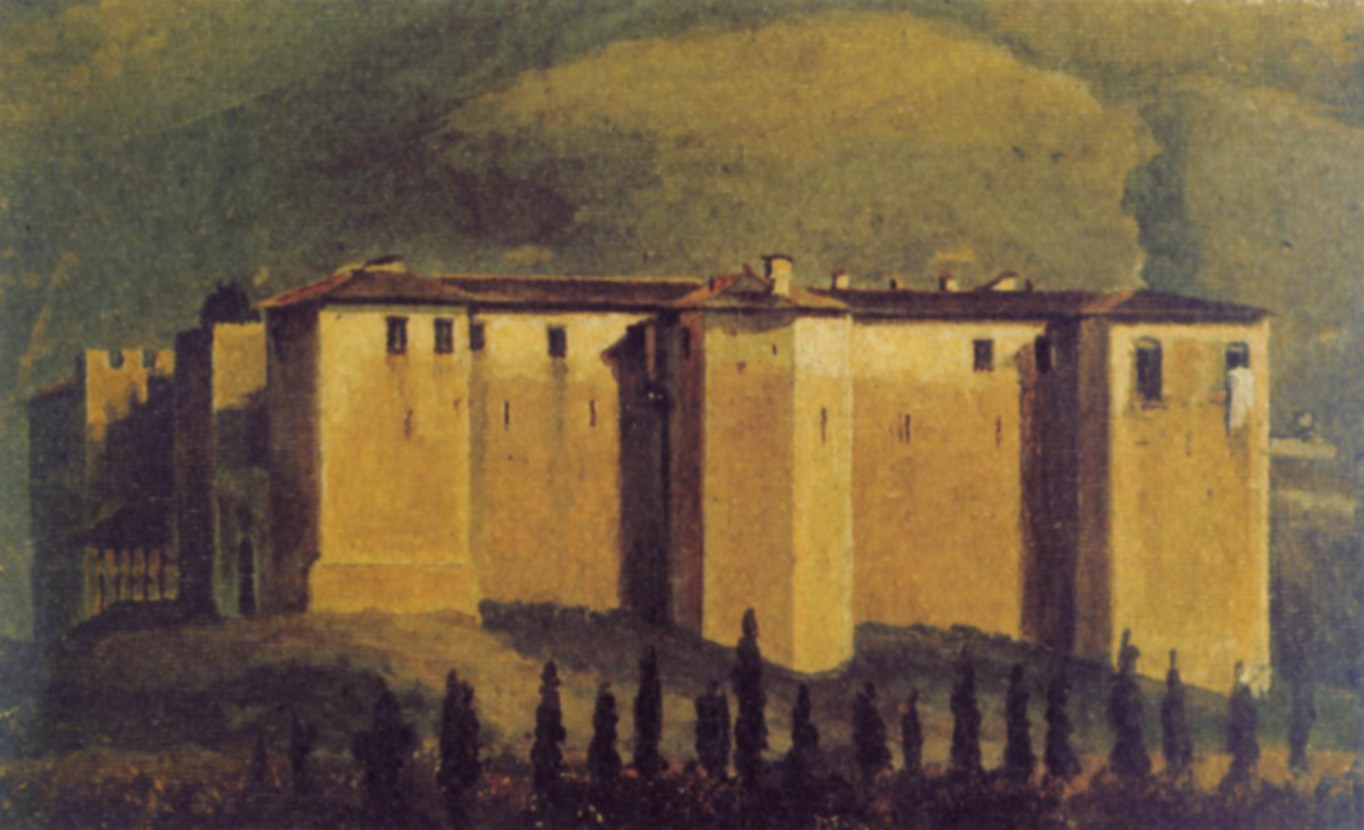
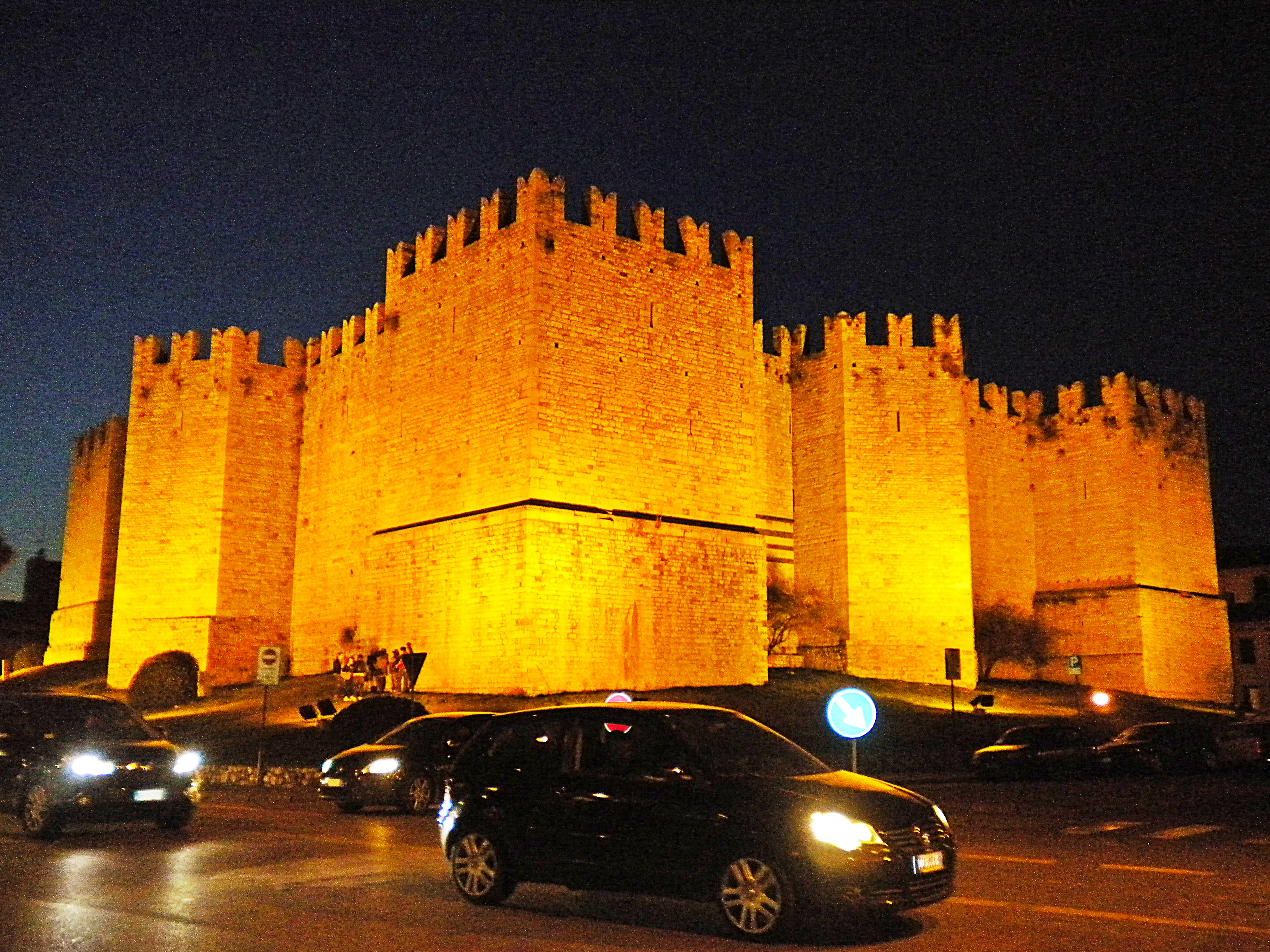

## 外部連結
- Castello dell'Imperatore （页面存档备份，存于）（意大利文）
- English language website about Castello Dell'Imperatore （页面存档备份，存于）